# Jakab László (állatorvos)
Lippai Jakab László (Törökszentmiklós, 1851. szeptember 22. – Budapest, Kőbánya, 1922. július 3.) állatorvos, állategészségügyi főfelügyelő.

## Élete
Apja Jakab Sándor kisbirtokos volt, anyja Bán Mária. Állatorvosi tanulmányait 1877-80-ban Budapesten végezte. 1880-81-ben az állattenyésztési, 1881-82-ben a belgyógyászati és 1882-83-ban a sebészeti tanszéknél tanársegéd volt. 1883. augusztus 1-től 1884. július 31-ig a gomboserdődi határszéli belépő állomáson szolgált; 1884. augusztus 1-től mint hatósági állatorvos Kolozsvárt működött. Halálát szívhűdés okozta. Felesége Erdődi Mária volt.

## Írásai
Cikkei a Veterinariusban (1882. Néhány szó a törvényes főhibák vizsgálatáról, A takonykór és annak vizsgálata, 1883. A ragályos tüdőlob oltása, 1884. Az erdőkór néhány esete, 1885. Hogyan jutnak a ragályos bántalmak nagyobb elterjedésre, Észrevételek a törvényhatósági állatorvosok cz. közleményre, Acsinomycosis hovis, Dermenet sertésnél, (1887. A serczeg üszők hazánkban); a Magyar földben (1885. 12-20. Az állategészségügy); az Erdélyi Gazdában (1886. Szarvasmarháink a kolozsvári állattenyészkiállításon, 1888. A járlatlevelek kiállítása körül követendő eljárások, A kolozsvári állatkiállítás, 1893. A magyar-erdélyi szarvasmarha tenyésztésének ügyei, 1895. Az állatok járványos elvetélése, A hárzsing megdugulása, A méhhüvely és a méh előesése, A XII. tenyészállatvásár Budapesten, Szarvasmarha-kereskedésünk bajai, A védő oltások, Néhány szó a kőbányai sertésvészről, A szarvasmarhák heveny felpuffadása, A víz mint a ragadós betegségek terjesztője, XI. tenyészállatkiállításunk, 1896. Az állati hullák megsemmisítése, Tévedések és igazságok, Tenyészbika vásáraink, Néhány szó az észrevételekre); a Magyar Polgárban (1886. 28. sz. A kolozsvári ménes, 37. sz. Állattenyésztés és takarmányozás, 48. sz. Földmíves iskola Kolozsvárt, 95. sz. Kolozsvár legelőterülete és gulyái, 155. sz. Pasteur védőoltásai, 184., 185. sz. A vidéki kiállítások, 282-284. sz. Szarvasmarha tenyésztésünk és a kolozsvári kiállítás); az Erdélyi Hiradóban (1888. 132-137. sz. Tanulmányi út); az ellenzékben (1888. 208-210. sz. Megfigyelések és észrevételek a kolozsvári tenyészállatkiállításról, 1894. 30. sz. Néhány szó az erdélyrészi lovaregylet alakításához, 209. sz. Állattenyésztésünk és a XI. tenyészállatkiállítás, 255. sz. A tordai bikatelep feloszlatása és lótenyésztésünk jövője, 1896. 52. sz. A székely-keresztúri bikavásár.)

## Munkái
- A kolozsvári gazdák tanulmányútja. Kolozsvár, 1888.
- Útmutató a ragadós állati betegségek elleni védekezésben, Uo. 1890. (Az erdélyi gazdasági egylet könyvkiadó vállalata II. 4., 2. kiadás, Uo. 1892.)
- Hasznos tudnivalók az állati szülészet köréből. Uo. 1896.